# El campeón (película de 1979)
The Champ es un filme de 1979, dirigido por Franco Zeffirelli, nueva versión de la película de igual título ganadora del premio Óscar a mejor fotografía de 1931, que había sido dirigida por King Vidor. La protagonizan Jon Voight, Ricky Schroder y Faye Dunaway.

## Argumento
Billy Flynn, un excampeón de boxeo, es ahora un cuidador de caballos en Hialeah, Florida. Cría solo a su hijo, el pequeño T.J. Obtuvo su custodia después de que su esposa Annie los abandonara hace 7 años. T.J. es un niño muy díscolo aunque también muy sensible, adora a su papá, a quien llama «Campeón», y para él además de su padre es su héroe, aunque este tenga problemas con el alcohol y el juego. 
En una racha de buena suerte Billy gana dinero y compra un caballo de carreras para T.J. En la primera carrera del caballo aparece la madre de T. J., quien después de reconocer a su hijo y tratarlo, quiere recuperar su afecto, pero Billy se opone inicialmente argumentando que ya no merece ser la madre de su hijo y que además él le contó a T.J que su madre estaba muerta, aunque finalmente deja que retomen el contacto pero sin revelar su parentesco. Tras perder una partida de cartas Billy se endeuda por lo que la salda entregando el caballo de su hijo y se mete en una pelea que lo lleva a ser arrestado, por lo que T.J. tiene que vivir temporalmente con su madre. 
Al salir de prisión Billy regresa al boxeo para darle a su hijo un mejor futuro. En un principio, Jackie, su antiguo entrenador, se opone a que regrese al boxeo, pues en su última pelea, quedó con secuelas en la cabeza que hacen peligrar su vida, pero Billy lo convence diciendo que volvería con o sin él. Entonces se entrena duramente para poder combatir de nuevo en el ring, ya que lleva 10 años sin hacerlo. Ya en la lucha se enfrenta con un contrincante mucho más joven y luego de una dura pelea resulta ganador, pero debido a los fuertes golpes que recibe en la cabeza es bajado del ring para ser llevado cargado a los vestidores, pues ya no puede caminar. Ya acostado en una camilla en los vestidores pide hablar con su hijo T.J y le dice que su madre es una buena mujer y que un campeón siempre triunfará, al terminar de decir esto, el campeón cierra los ojos, después llega el médico y lo declara muerto. T.J empieza a llorar porque no entiende la situación y le tienen que explicar que su padre se ha ido para siempre. Es un momento muy doloroso para T.J. Cuando ingresa su madre a los vestidores se entera de lo que ha ocurrido y ve a su hijo llorando por su padre muerto, después de esto el niño se acerca a su madre para abrazarla.
Según un estudio científico, la escena final de esta película es considerada la más triste en la historia del cine.

## Reparto
| Personaje       | Actor           | Actor de Doblaje - México |
| --------------- | --------------- | ------------------------- |
| Billy (Campeón) | Jon Voight      | Mario Castañeda           |
| Annie           | Faye Dunaway    | Rebeca Manríquez          |
| T. J.           | Rick Schroder   | Kalimba Marichal          |
| Jackie          | Jack Warden     | Victor Mares              |
| Mike            | Arthur Hill     | Paco Mauri                |
| Dolly Kenyon    | Joan Blondell   | Magda Giner               |
| Georgie         | Elisha Cook Jr. | Herman López              |
| Árbitro         | Dick Young      | Gabriel Chávez            |

## Premios
Ricky Schroder ganó el Globo de oro como "Mejor actor novel en una película" a la edad de 9 años por su interpretación de T.J. Flynn.